# Kuryū Matsuki
Kuryū Matsuki (japanisch 松木 玖生 Matsuki Kuryū; * 30. April 2003 in Muroran, Hokkaidō) ist ein japanischer Fußballspieler.

## Karriere

### Verein
Kuryū Matsuki erlernte das Fußballspielen in den Mannschaften der Aomori Yamada School. Seinen ersten Profivertrag unterschrieb er am 1. Februar 2022 beim FC Tokyo. Der Verein, der in der Präfektur Tokio beheimatet ist, spielt in der ersten japanischen Liga, der J1 League. Sein Erstligadebüt gab Kuryū Matsuki am 18. Februar 2022 (1. Spieltag) im Auswärtsspiel gegen Kawasaki Frontale. Hier stand er in der Startelf und wurde in der 72. Minute wegen einer Verletzung gehen Hirotaka Mita ausgewechselt. Frontale gewann das Spiel durch ein Tor des Brasilianers Leandro Damião mit 1:0. Nach 71 Ligaspielen, in denen er fünf Treffer erzielte, wechselte er Ende Juli 2024 nach Europa. Hier unterschrieb er in England einen Vertrag beim Erstligisten FC Southampton. Einen Tag nach Vertragsunterzeichnung wurde er an den türkischen Erstligisten Göztepe Izmir ausgeliehen. Hier bestritt er ein Ligaspiel. Im Sommer 2024 kehrte er nach Southampton zurück.

### Nationalmannschaft
Im Oktober 2021 hatte Matsuki seinen ersten Einsatz für die japanische U-23-Nationalmannschaft in der Qualifikation zur Asienmeisterschaft gegen Kambodscha (4:0), wo er in der 10. Minute das 1:0 erzielte. Am 22. März 2022 debütierte Naruse dann in einem Testspiel für die U-20-Auswahl. Beim 1:0-Sieg über Kroatien wurde er in der 65. Minute für Satoshi Tanaka eingewechselt.